# Hans Peter Holm
Hans Peter Holm (17. juni 1772 på Søholm ved Hillerød – 26. oktober 1812 ved Langesund) var en dansk søofficer, far til Peter Christian Holm.
Holm blev officer i 1789 og opnåede i 1811 kaptajns rang. Han var 1804-06 overlods og havnemester på Sankt Croix og gjorde derefter tjeneste på Schelde-flåden. 1811 udnævntes han til chef for briggen Lolland i Norge, han deltog med ære i forskellige småtræfninger og erobrede 2. september den engelske brig The Manly. 1812 førte han sammesteds fregatten Najaden, hvis tilstedeværelse efterhånden blev englænderne så generende, at linjeskibet Dictator udsendtes for at tilintetgøre den. Da Najaden og tre brigger lå ved Sandøen i Norge 6. juli, blev angrebet foretaget. Holm trak sig tilbage til den snævre Lyngør Havn, men også herhen fulgte Dictator ham, og en morderisk kamp fulgte, hvorunder fregatten blev totalt ødelagt. Med briggerne og tililende kanonbåde fortsatte Holm derefter slaget og tvang linjeskibet til at flygte. Holm, der mærkelig nok kom uskadt ud af ilden, druknede samme år med en båd i den norske skærgård og blev begravet i krigergraven sammen med Najadens faldne. 1812 var han blevet Ridder af Dannebrog.